# Tragopogon
Tragopogon é um género botânico pertencente à família Asteraceae.
O género foi descrito por Lineu e publicado em Species Plantarum 2: 789. 1753. A espécie-tipo é Tragopogon porrifolius L.
Trata-se de um género reconhecido pelo sistema de classificação filogenética Angiosperm Phylogeny Website.

## Espécies
O género tem 283 espécies descritas, das quais 84 são aceites.

## Classificação do gênero
| Sistema | Classificação                               | Referência               |
| ------- | ------------------------------------------- | ------------------------ |
| Linné   | Classe Syngenesia, ordem Polygamia aequalis | Species plantarum (1753) |